# Тахтаджян, Леон Арменович
Леон Арменович Тахтаджян (арм. Լևոն Թախտաջյան; род. 1 октября 1950, Ереван, Армянская ССР) — российский, советский, армянский физик, математик, профессор математики Университета в Стоуни-Брук и ведущий научный сотрудник Международного математического института им. Л. Эйлера в Санкт-Петербурге.

## Биография
Родился в семье армянского ботаника, директора Ботанического института имени В. Л. Комарова АН СССР академика АН СССР А. Л. Тахтаджяна. В 1972 году окончил кафедру математической физики математико-механического факультета ЛГУ имени А. А. Жданова. В 1975 году получил степень кандидата физико-математических наук в Ленинградском отделении Математического института им. В. А. Стеклова АН СССР, защитив диссертацию на тему «Полная интегрируемость уравнения {\displaystyle u_{tt}-u_{xx}+\sin(u)=0}», выполненную под руководством Л. Д. Фаддеева. В 1982 году защитил диссертацию на соискание учёной степени доктора физико-математических наук. С 1992 года работает в Университете штата Нью-Йорк в Стоуни-Брук, где в период с 2009 по 2013 годы заведовал кафедрой на математическом факультете.

## Научная деятельность
Исследования Л. А. Тахтаджяна посвящены интегрируемым системам математической физики и применению квантовых теорий и моделей теории струн к алгебраической геометрии и комплексному анализу, включая квантовую теорию поля на алгебраических кривых и связанные с ними законы взаимности, двумерные квантовые гравитации связанных с геометрией Вейля — Петерсона, келеровой геометрии универсального пространства Тейхмюллера и формул следа.
Вместе с Л. Д. Фаддеевым и Е. К. Скляниным был сформулирован алгебраический метод анзатца Бете и квантового обратного рассеяния. Работая с Л. Д. Фаддеевым и Н. Ю. Решетихиным, предложил метод квантования групп и алгебр Ли, названный впоследствии в честь авторов FRT construction, алгебра Фаддеева — Решетихина — Тахтаджяна. В 1983 году он был приглашён на Международный конгресс математиков в Варшаве в качестве докладчика, где выступил с докладом на тему «Интегрируемые модели в классической и квантовой теории поля». Член Американского математического общества.
Выдвигался в члены-корреспонденты АН СССР по Отделению математики.

### Статьи
- Sklyanin E. K., Takhtadzhyan L. A., Faddeev L. D. The quantum inverse problem method (англ.). — Theoretical and Mathematical Physics vol. 40, 1980. — P. 688.
- Zograf P. G., Takhtadzhyan L. A. On uniformization of Riemann surfaces and the Weil-Petersson metric on Teichmüller and Schottky spaces (англ.). — Mathematical of the USSR-Sbornik, 1988. — Vol. 2. — P. 297. — doi:10.1070/SM1988v060n02ABEH003170. — Bibcode: 1988SbMat..60..297Z.
- Takhtajan, L.A. On foundation of the generalized Nambu mechanics (англ.). — Communications in Mathematical Physics, 1994. — Vol. 2. — P. 295—315. — doi:10.1007/BF02103278. — Bibcode: 1994CMaPh.160..295T. — arXiv:hep-th/9301111.
- Reshetikhin N. Y., Takhtadzhyan L. A., Faddeev L. D. Quantization of Lie Groups and Lie Algebras (англ.). — Laningrad Mathematical Journal, 1990. — Vol. 1. — P. 193—225.
- Решетихин Н. Ю., Тахтаджян Л. А., Фаддеев Л. Д. Квантование групп Ли и алгебр Ли — Алгебра и анализ, 1:1 (1989)
- Takhtadzhan L. A., Faddeev L. D. The quantum inverse problem method and the XYZ Heisenberg model (англ.). — Russian Mathematical Surveys, 1979. — Vol. 5. — P. 34. — doi:10.1070/RM1979v034n05ABEH003909. — Bibcode: 1979RuMaS..34...11T.

### Книги
- Тахтаджян Л. А., Фаддеев Л. Д. Гамильтонов подход в теории солитонов. — М.: Наука, 1986. — 528 с.
- Faddeev L. D., Takhtajan L. A. Hamiltonian methods in the theory of solitons. — Springer, 1987.
- Leon A. Takhtajan, Lee-Peng Teo. Weil-Peterson Metric on the Universal Teichmuller Space. — Memoirs of the Amer. Math. Soc, 2006.
- Quantum mechanics for mathematicians. — American Mathematical Society. 2008.
- Тахтаджян Л. А. Квантовая механика для математиков. — М.: Регулярная и хаотическая динамика, 2011. — 496 с.